# Asteia apicalis
Asteia apicalis är en tvåvingeart som beskrevs av Grimshaw 1901. Asteia apicalis ingår i släktet Asteia och familjen smalvingeflugor. Inga underarter finns listade i Catalogue of Life.